# Kustur Polje
Kustur Polje (en serbe cyrillique : Кустур Поље) est un village de Bosnie-Herzégovine. Il est situé dans la municipalité de Višegrad et dans la république serbe de Bosnie. Selon les premiers résultats du recensement bosnien de 2013, il compte 20 habitants.

## Démographie

### Répartition de la population (1991)
En 1991, le village comptait 71 habitants, tous Musulmans (Bosniaques).